# 茨城放送県西中継局
茨城放送県西中継局（いばらきほうそうけんせいちゅうけいきょく）は、茨城県筑西市辻にある、LuckyFM茨城放送の中継局である。

## 概要
- 当中継局は県南西部の筑西市にあり、県西地域の広範囲に電波を発射している。
- 当中継局の受信電波は、土浦中継局（土浦市上高津）と同一周波数を使用しているため、両中継局の間にある、つくば市西部、下妻市、常総市などでは昼間でも音量が急に大きくなるなどのフェージング現象が発生している。
- 2024年2月1日より当中継局と土浦中継局を実証実験として停波している[1][2][3]。同年7月31日までの6か月間を予定していたが、長期間検証を行うため8月1日以降も実験を継続する[4]。当中継局の放送波でLuckyFMを聴いていた聴取者は、水戸本局（1197kHz）やFMの水戸中継局（94.6MHz）、つくば中継局（88.1MHz）、radikoインターネット配信等への移行が必要になる。

## 中継局概要
| 放送局名        | 周波数  | 空中線電力 | 放送対象地域 | 放送区域内世帯数 | 開局日     | 備考             |
| --------------- | ------- | ---------- | ------------ | ---------------- | ---------- | ---------------- |
| LuckyFM茨城放送 | 1458kHz | 1kW        | 茨城県       | 約-万世帯        | 1990年12月 | 土浦局と同期放送 |